# الأكراد في لبنان
الكُرد في لبنان هم مواطنون لبنانيون من أصلٍ كردي، سواء كانوا قد وُلدوا أو عاشوا في لبنان. كانت التقديرات حول عدد الكُرد في لبنان قبل سنة 1985 تشير إلى 60 ألف. يقدر عددهم حاليا بعشرات الآلاف، ويعيشون بشكل رئيسي في العاصمة بيروت.

## تاريخ
قدم معظم الكُرد إلى لبنان خلال العقود الأخيرة، لكن تواجد الجالية الكردية في لبنان يعود إلى القرن الثاني عشر، عندما كانت لبنان تحت حكم الدولة الأيوبية. كما أرسل العثمانيون عائلات كردية موالية إلى سوريا ولبنان الحديثة، حيث حصلوا على مناصب إدارية. استقرت هذه العائلات الكردية وحكمت العديد من مناطق لبنان لفترة طويلة من الزمن.
كانت أول موجة حديثة من الهجرة الكردية إلى لبنان في الفترة من 1925 إلى 1950 عندما فر الآلاف من الكُرد من العنف والفقر في تركيا. قدمت الموجة الثانية من الكُرد في أواخر الخمسينيات وأوائل الستينيات، ومعظمهم فروا من القمع السياسي في سوريا وتركيا. خلال أوائل التسعينيات، أزالت الحكومة اللبنانية العديد من الأحياء العشوائية في بيروت، حيث عاش الكثير من الكُرد، مما أدى إلى هجرة حوالي ربع سكان الكُرد في لبنان.
خلال الحرب الأهلية اللبنانية، حارب الكُرد من أجل الحركة الوطنية اللبنانية.

## الوضعية الحالية
اعتبارا من عام 2012، حوالي 40٪ من جميع الأكراد في لبنان ليست لديهم الجنسية اللبنانية.

## مقالات متعلقة
- الأكراد في سوريا.
- الإيرانيون في لبنان.
- أتراك لبنان.
- السوريون في لبنان.